# Sílvio Scoz
Sílvio Scoz (Indaial, 23 de setembro de 1891 - Rodeio, 14 de fevereiro de 1979) foi um político brasileiro e catarinense, filiado ao Partido Social Democrático (PSD).

## Carreira política
Sílvio Scoz era filho dos imigrantes Giovanni Battista Cristoforo Scoz e Anna Virginia Nicolini, ambos de Villazzano, Trento, Áustria-Hungria. Casou-se em 26 de fevereiro com Helena Koprowski, descendente de poloneses, com quem teve 10 filhos. Abriu o primeiro Cartório em Rodeio, em 13 de setembro de 1919, sendo o primeiro Escrivão de Paz do então distrito de Blumenau.
Ingressou na carreira política ainda na década de 1920, sendo conselheiro (vereador) do município de Blumenau em 1928, depois nomeado como prefeito de Timbó em 1935, que havia recém-emancipado de Blumenau. Em 1936 foi candidato a prefeito de Timbó por eleições populares, mas acabou perdendo a eleição por 73 votos para Carlos Brandes. Scoz era de origem italiana e pertencia ao Partido Liberal Catarinense, enquanto Brandes era ligado a tradição germânica e ao Partido Integralista.
Contudo, acabou por iniciar todo um processo que visava a emancipação do distrito de Rodeio, seu lugar de origem e que na época pertencia a Timbó. Após muitas disputadas jurídicas, Rodeio foi emancipado oficialmente em 14 de março de 1937, tendo Sílvio Scoz como primeiro prefeito nomeado, ficando no cargo até 1947. O movimento contou com a ajuda do governador Nereu Ramos e da política varguista que visava evitar conflitos políticos e éticos entre os municípios de pequeno porte. Ainda em 1937, com a instauração do Estado Novo, Sílvio Scoz filiou-se ao Partido Social Democrático (PSD). Após 10 anos no executivo municipal, pediu exoneração, assumindo em seu lugar o interventor federal Amaro da Silva Pacheco.
Entretanto, retornou para a política em 1955, quando foi eleito vereador pelo Partido Trabalhista Brasileiro (PTB), partido de Getúlio Vargas, João Goulart e Leonel Brizola, sendo o primeiro político eleito por um partido de esquerda no município. Foi reeleito vereador em 1959, também pelo PTB, neste mandato foi presidente da Câmara dos Vereadores até o fim do seu mandato em 1963.
Faleceu em 1979, aos 87 anos de idade.